# Avatar (Internet)
En Internet y otras tecnologías de comunicación modernas, se denomina avatar a una representación gráfica que se asocia a un usuario en particular para su identificación en un videojuego, foro de internet, etc. El avatar puede ser una fotografía, icono, gif (animado), figura o dibujo artístico y puede tomar forma tridimensional, como en juegos o mundos virtuales, o bidimensional, como icono en los foros de internet y otras comunidades en línea.

## Orígenes
Aunque el uso original del término avatar es muy distinto, este término empezó a utilizarse en el sentido iconográfico al que se refiere este artículo por los diseñadores de varios juegos de rol, tales como Hábitat en 1987 o Shadowrun en 1989. Aunque no fue sino hasta 1992 cuando se empezó a popularizar realmente, gracias a Neal Stephenson en su novela ciberpunk titulada Snow Crash, donde se empleaba este término para describir la simulación virtual de la forma humana en el Metaverse, una versión de Internet en realidad virtual. El estatus social dentro del Metaverse solía basarse en la calidad del avatar del usuario. Stephenson dijo que él había inventado el uso de esta palabra desconociendo que ya había sido usada de este modo anteriormente.
Además, hay proyectos de investigación con avatares, como los dos proyectos conjuntos, financiado por el BMBF, AVASAG "Asistente de voz basado en avatares para la traducción automática de signos" para una mayor accesibilidad digital, así como EMMA "Asistente móvil emocional" para el apoyo en caso de estrés psicológico en el lugar de trabajo, y el proyecto conjunto, financiado por el BMWi, EMMI "Interacción empática hombre-máquina" para aumentar la aceptación de la conducción autónoma.

## Avatares en los juegos de rol y videojuegos
Los avatares han sido adoptados por los desarrolladores de juegos de rol y MMORPG para representar la figura principal de cada jugador. Se pueden observar varios ejemplos: en el juego Los Sims el avatar es una persona, en Habbo Hotel es un personaje animado y en Club Penguin es un pingüino.
Otras comunidades destacables con avatares son: Second Life es un metaverso con personajes en 3D (avatares) en un mundo virtual en línea. También imvu.ya.st con personajes en 3D, y gaiaonline.com con personajes de estilo manga que pueden interactuar en juegos en línea y corretear por su pequeño mundo.

## Avatares en foros de discusión
Dada la rápida expansión en el uso de avatares en foros de discusión de internet, se desconoce cuál fue el primer foro que incorporó el uso de imágenes de reducidas dimensiones (frecuentemente cercanas a 100 x 100 píxeles) como avatares representativos para cada usuario, que acompañaban a todos sus mensajes.
Algunos foros permiten incorporar una imagen desde el computador personal o una dirección URL al foro para que sea utilizada como su avatar. Otros disponen de una galería de imágenes preestablecida para que el participante o usuario pueda elegir una entre ellas.

## Avatares en mensajería instantánea
AOL Instant Messenger fue el segundo servicio de mensajería instantánea que introdujo el uso de avatares en sus conferencias, tomando la idea de los videojuegos. Sin embargo, los usuarios de este y otros muchos programas IM se suelen referir a los avatares como "imágenes personales". Actualmente existen multitud de programas de mensajería que emplean avatares, tales como Whatsapp, Google Talk, Yahoo! Messenger, Windows Live Messenger, Discord y diversos clientes para Jabber/XMPP.